# Kobielnik
Kobielnik – wieś w Polsce położona w województwie małopolskim, w powiecie myślenickim, w gminie Wiśniowa.
W latach 1975–1998 miejscowość administracyjnie należała do województwa krakowskiego.

## Położenie
Wieś położona jest na północno-wschodnich zboczach Pasma Lubomira i Łysiny, które według regionalizacji Polski Jerzego Kondrackiego zaliczane jest do Beskidu Wyspowego. Zabudowania i pola uprawne Kobielnika znajdują się w dolinie Krzyworzeki (w jej orograficznie lewej części). Przez wieś przepływa potok Kobielnik wpadający w Wiśniowej do Krzyworzeki. Potok ten jest zasilany w górnym swym biegu potokiem Smarkawka mającym źródło pod szczytem Lubomira. Dawniej Krzyworzekę nazywano Smarkawą.

## Części wsi
Integralne części wsi Kobielnik: Bednarzówka, Brzeg, Burdelówka, Ciepciówka, Dyrdoszówka, Galejówka, Kusówka, Lisówka, Majdówka, Murzynówka, Nawsie, Nowiny, Podjaworzyce, Suktówka, Tokarzówka.

## Historia
W 1350 r. z polecenia Kazimierza Wielkiego została osadzona na prawie niemieckim jedna z dwunastu wsi służebnych królewszczyzny dobczyckiej Cobelniky.
Około 1440, prawdopodobnie na wcześniej wykarczowanych polach powstał w Kobielniku folwark.
W 1749 wieś nawiedziła plaga szarańczy. W drugiej połowie XVIII w. wystawiono okrągłą kapliczkę w miejscu gdzie szarańcza zatrzymała się.
W czasie okupacji niemieckiej wieś była miejscem stacjonowania oddziałów partyzanckich obwodu AK „Murawa”.